# Point (art)
Pour les articles homonymes, voir point.
 (janvier 2023).
Si vous disposez d'ouvrages ou d'articles de référence ou si vous connaissez des sites web de qualité traitant du thème abordé ici, merci de compléter l'article en donnant les références utiles à sa vérifiabilité et en les liant à la section « Notes et références ».

Un point gris, ou plus exactement un disque gris.

Le point est une marque ronde, généralement de petite taille. Un assemblage de point peut aussi composer un motif : petit ou gros pois.
En peinture, le pointillisme est une technique basée sur l'usage de points de différentes couleurs composant une image.

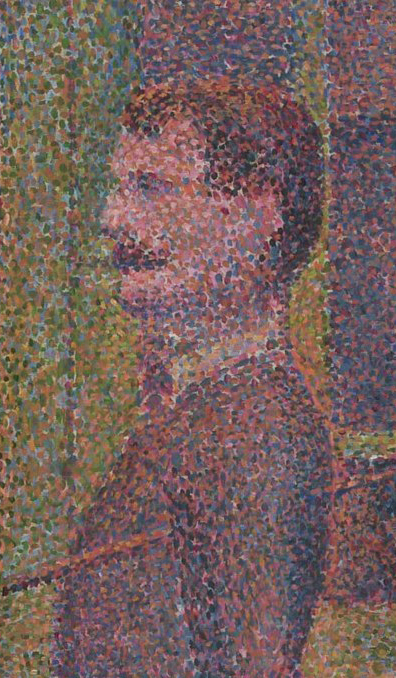
La Parade de Georges Seurat utilise une multitude de points de différentes couleurs